# Henri-Albert Gosse

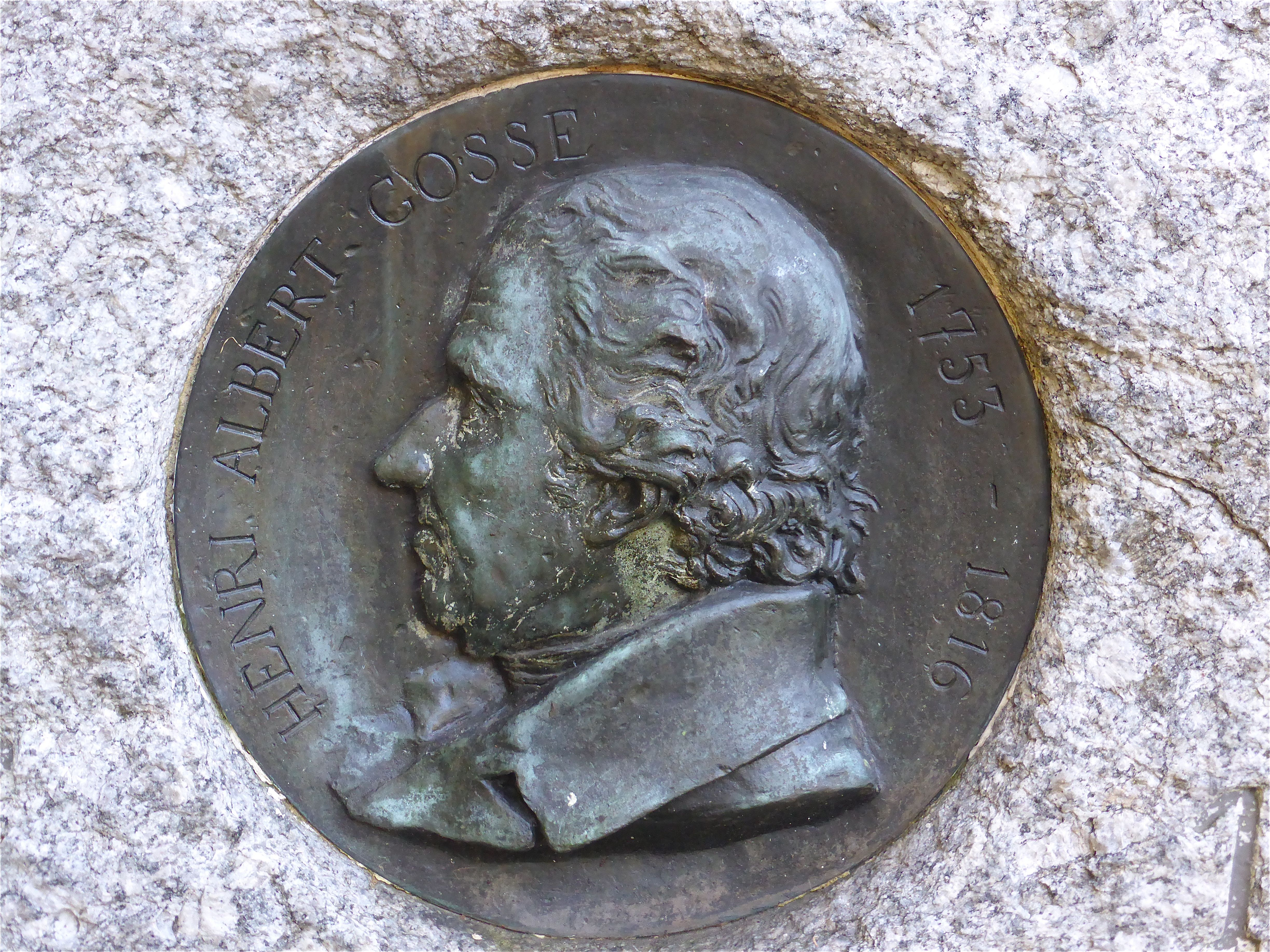
Henri-Albert Gosse

Henri-Albert Gosse (* 28. Mai 1753 in Genf; † 1. Februar 1816 ebenda) war ein Schweizer Naturwissenschaftler und Apotheker.

## Leben
Er war der Sohn des Buchhändlers Jean Gosse und von Marie Tandon. Er studierte zuerst Naturwissenschaften an der Académie de Genève und von 1779 bis 1781 Pharmazie in Paris an der Ecole royale de pharmacie. Er kehrte danach in seine Heimatstadt zurück, wo er verschiedene Studien durchführte, unter anderen über den Magensaft, die Verdauung und die Berufskrankheiten der Vergolder und der Hutmacher. 
1788 heiratete er Louise Agasse und eröffnete eine Apotheke am Place Longemalle. Er stellte zusammen mit dem Uhrmacher und Silberschmied Jacob Schweppe und dem Mechaniker Nicolas Paul ein künstlich erzeugtes kohlensäurehaltiges Mineralwasser her, das Schweppe ab 1790 in London unter dem Namen Schweppes vermarktete. Zusammen mit Marc-Auguste Pictet, Charles Pictet de Rochemont und Henri Boissier gründete Gosse außerdem 1787 eine Porzellanmanufaktur nach dem Vorbild von Wedgwood als neuen Industriezweig in Genf. Die Manufaktur stellte aber wegen Absatzproblemen in den Revolutionswirren den Betrieb bereits 1796 wieder ein. 
Gosse kaufte 1800 den Hügel oberhalb des Dorfes Mornex, auf der östlichen Flanke des Kleinen Salèves. Dort baute er zuerst ein Landhaus und 1812 einen Pavillon mit Freimaurersymbolen, den er Temple de la Nature (Tempel der Natur) nannte. Dieser Hügel wurde später nach ihm Mont Gosse benannt. 
Er war ab 1789 korrespondierendes Mitglied der Académie royale des sciences und ab 1804 des Institut de France. Er war 1791 Mitbegründer der Genfer Société de physique et d’histoire naturelle und 1803 Gründer der Genfer Société des naturaliste. Er war der Gründer der Schweizerischen Naturforschenden Gesellschaft (1988 in Akademie der Naturwissenschaften Schweiz umbenannt); zu diesem Zweck lud er prominente Wissenschaftler aus der ganzen Schweiz nach Genf ein und präsidierte am 6. Oktober 1815 die Gründungssitzung der Gesellschaft in seinem Pavillon Temple de la Nature oberhalb von Mornex.